# ダブルバルーン小腸内視鏡
ダブルバルーン小腸内視鏡（ダブルバルーンしょうちょうないしきょう、英 : Double-balloon enteroscopy）とは、小腸を観察する目的で開発された内視鏡。

## 歴史
1998年に自治医科大学の山本博徳により開発された。
初めて論文で公表されたのは2001年。

## 構造
富士フイルム社製、現行モデルは、
- EN-580T：主に処置用
- EN-580XP：主に観察用
- EI-530B：主に特殊な内視鏡処置用

先端に伸縮をコントロールできるバルーンを付属したアウターチューブを用いる。その中空を貫通し、先端に伸縮をコントロールできるバルーンをもつ専用の内視鏡を用いる。バルーンはそれぞれコントローラーを用いて、その伸縮を自在にコントロールできる。

## 挿入
- 上部小腸のアプローチ
口腔より挿入する。食道・胃を通過し、十二指腸水平部以降を診断・加療する。
- 下部小腸のアプローチ
肛門より挿入する。直腸・結腸を通過し、回盲部より口側の小腸を診断・加療する。

## 特徴
- 腹腔内で固定されていない小腸でも、オーバーチューブのバルーンによって固定点を作ることで、安定した内視鏡操作を可能としている．
- 経口的な挿入で大腸まで、また、経肛門的な挿入で胃まで到達することも可能だが、深部挿入には時間を要し検査効率が悪いため，経口と経肛門を組み合わせて、全小腸を観察するのが一般的で，これらの検査は原則、別々の日に行われる。
- 通常の内視鏡よりも技術を必要する。
- 小腸疾患は比較的まれであるため、実施症例数の多い医療機関は比較的限定されている。

## 関連
- 内視鏡
- 小腸内視鏡